# Dôme du Goûter
Il Dôme du Goûter (pron. fr. AFI: [dom dy ɡute] - 4.306 m s.l.m.) è una delle cime più alte del gruppo Bionnassay-Goûter, nel Massiccio del Monte Bianco lungo la linea di confine tra Italia e Francia.

## Generalità
Come per il Monte Bianco esiste una controversia se la vetta sia sul confine oppure del tutto in territorio francese; normalmente la si pensa sul confine. La montagna è ritenuta dai francesi la loro terza montagna più alta. La sua parte sommitale è considerata una delle più piatte in tutta la catena delle Alpi.
Durante la scalata verso il Monte Bianco, lungo la via normale francese, costituisce una tappa obbligatoria.

## Prima ascensione
La prima ascensione fu compiuta il 14 luglio 1775 da Jean Nicolas Couteran, con François Paccard, Michel Paccard e Victor Tissai. Per alcuni la prima fu invece quella di Jean Marie Couttet e François Cuidet, nel percorrere la prima salita dall'Aiguille du Goûter fino al colle del Dôme, il 17 settembre 1784.

## I versanti

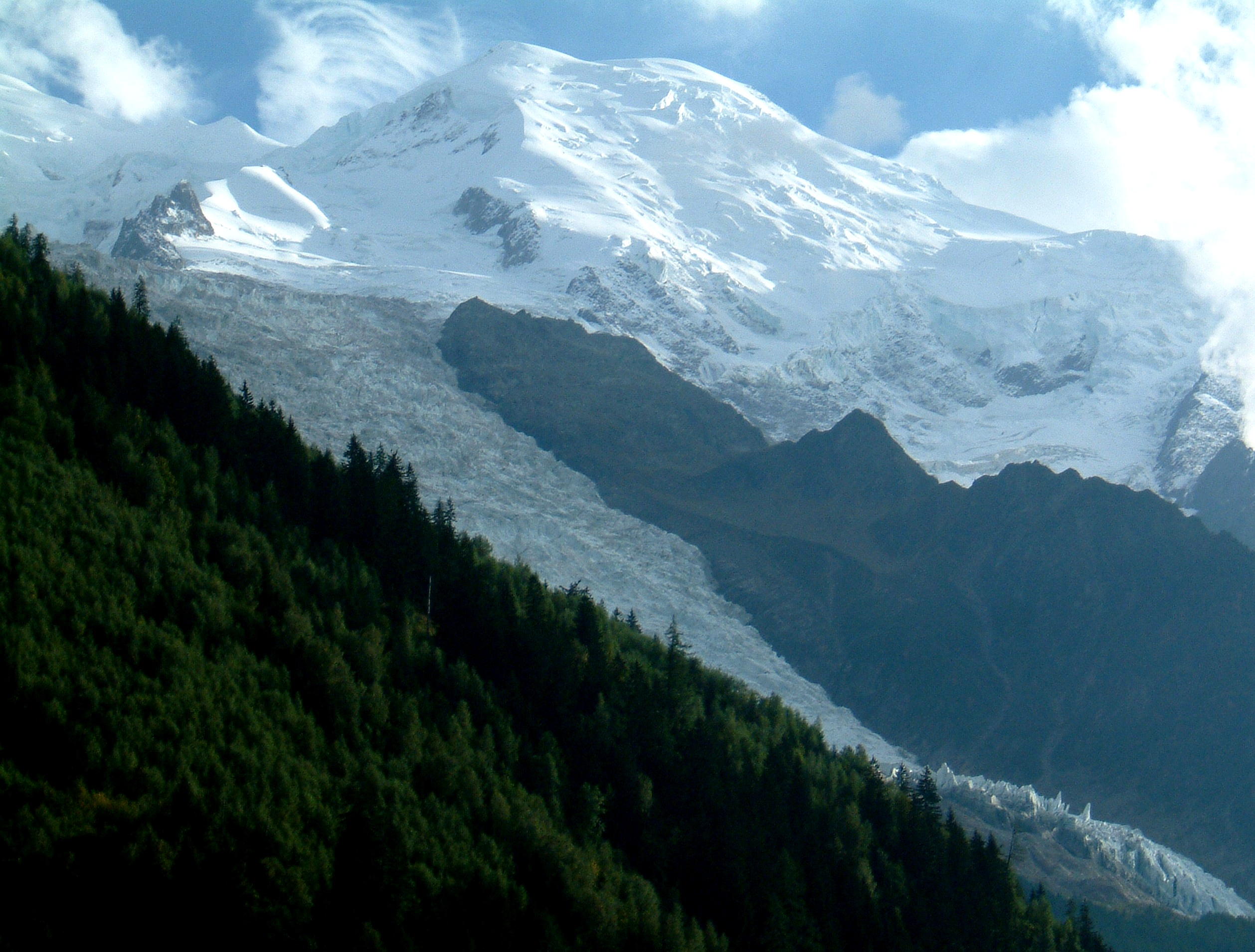
Il Dôme du Goûter visto da Chamonix-Mont-Blanc. In primo piano il Ghiacciaio dei Bossons.

Completamente coperta di ghiaccio, la Cupola ha quattro versanti:
- ad ovest, la vetta dista circa 1.000 m dal Ghiacciaio di Bionnassay;
- il roccioso versante sud è costituito dalla parte italiana della vetta, sopra il Ghiacciaio del Dôme;
- la parete nord-ovest è coperta dal Ghiacciaio del Taconnaz;
- il lato est è costituito dal Petit Plateau e dal Grand Plateau, che formeranno più in basso il ghiacciaio dei Bossons.

Si congiunge al Monte Bianco per mezzo della cresta delle Bosses - lungo la parte sud-est, mentre a nord-ovest si collega all'Aiguille du Goûter e ad ovest all'Aiguille de Bionnassay.

## Rifugi
- Rifugio di Tête Rousse - 3.167 m
- Rifugio del Goûter - 3.817 m
- Capanna Vallot - 4.362 m